# Șîmanivka, Teplîk
Șîmanivka (în ucraineană Шиманівка) este o comună în raionul Teplîk, regiunea Vinnița, Ucraina, formată numai din satul de reședință.

## Demografie
Componența lingvistică a satului Șîmanivka
     Ucraineană (99,43%)
     Alte limbi (0,38%)
Conform recensământului din 2001, majoritatea populației satului Șîmanivka era vorbitoare de ucraineană (99,43%), existând în minoritate și vorbitori de alte limbi.